# Novalena lutzi
Espèce
Synonymes
- Agelena lutzi Gertsch, 1933
- Agelena idahoana Gertsch, 1934
- Novalena idahoana (Gertsch, 1934)
- Novalena wawona Chamberlin & Ivie, 1942

Novalena lutzi est une espèce d'araignées aranéomorphes de la famille des Agelenidae.

## Distribution
Cette espèce est endémique des États-Unis. Elle se rencontre en Californie, en Arizona, au Nouveau-Mexique, au Colorado, en Idaho et en Utah,.

## Description
Le mâle holotype mesure 5,66 mm.

## Étymologie
Cette espèce est nommée en l'honneur de Frank Eugene Lutz.

## Publication originale
- Gertsch, 1933 : Diagnoses of new American spiders. American Museum novitates, no 637, p. 1-14 (texte intégral).